# 22-я гвардейская общевойсковая армия
22-я гвардейская общевойсковая Кёнигсбергская Краснознамённая армия (сокр. 22 ОА) — объединение Сухопутных войск Российской Федерации. В годы Великой Отечественной войны объединение участвовало в качестве 13-го гвардейского стрелкового корпуса.
Армия дислоцировалась на территории Нижегородской области и находилась в подчинении Московского военного округа. 

## Постсоветское время
В результате преобразования из 13-го гвардейского армейского корпуса МВО, на основании директивы Министра обороны СССР от 14 сентября 1990 года, образована 22-я гвардейская общевойсковая Кёнигсбергская Краснознамённая армия (22 ОА). Управление (штаб) 22-й гвардейской общевойсковой армии было сформировано 1 марта 1991 года на базе выводимых из Европы и расформировываемых соединений и частей Советской армии.
Военнослужащие 22-й гвардейской армии участвовали в обеих чеченских кампаниях. В ходе первой кампании потери военнослужащих формирований армии составили около 500 человек убитыми. Во второй кампании принимало участие более 12 000 военнослужащих армии. За мужество и героизм, проявленные при ликвидации вооружённых бандитских групп, в северо-кавказском регионе России, награждено орденами и медалями более 4 000 военнослужащих, а по итогам обеих кампаний высшего звания «Герой России» удостоено 10 военнослужащих 22-й гв. ОА(по другим данным 7).
В 2009 году 22-я гвардейская общевойсковая Кёнигсбергская Краснознамённая армия, в соответствии с новым обликом, была расформирована в Нижнем Новгороде. Приказ на расформирование с 1 июня 2009 года подписал министр обороны Сердюков. 22-я ОА была сокращена до 9-й мотострелковой бригады, сформированной на базе 3-й мотострелковой дивизии и переподчинена 20-й гвардейской общевойсковой армии.

## Состав

### 1970 год
В состав 13-го гвардейского армейского корпуса в 1970 году входили:
- Управление (штаб) (г. Горький, Нижегородский кремль, корпус 10)
- 60-я танковая Севско-Варшавская Краснознамённая, ордена Суворова дивизия
- 225-я мотострелковая дивизия кадра
- 347-я мотострелковая дивизия кадра

### 1990 год
На конец 1980 годов в состав 13-го гвардейского армейского корпуса входили (дислокация):
- Управление (штаб) (Нижний Новгород)
- 31-я танковая Висленская Краснознамённая, орденов Суворова и Кутузова дивизия[a] (Новый/Дзержинск)

Всего (на 19.11.1990): 64 танка Т-72, 187 БМП (36 БМП-2, 138 БМП-1, 13 БРМ-1К), 21 БТР-70, 60 САУ (36 2С1, 24 2С3), 12 Д-30, 12 Град.
- 60-я танковая Севско-Варшавская Краснознамённая, ордена Суворова дивизия[b] (Горький)
- 89-я мотострелковая дивизия кадра[c] (Тамбов)
- 225-я мотострелковая дивизия кадра (Мулино)
- 211-я гвардейская пушечная артиллерийская Сандомирская ордена Ленина, Краснознамённая бригада[d] (в/ч 18577)

Всего: 72 2С5, 4 ПРП-3 (1Ж3), 4 комплекса КМУ 1В12М), радн (2 СНАР-10 (1РЛ232), 1 АРК-1 (1РЛ239), 1 АРК-1М (1РЛ239М), 1 АЗК-5 (1Б17), 1 АЗК-7 (1Б33), 2 МРК-1 (1Б27), 1 РПМК-1 «Улыбка» (1Б44), 1 1Т134 («Борисполь»)), БУАР 1 ПРП-4 (1В121), 1 БТР-70, радиостанции на колёсном шасси (Р-140, Р-142, Р-145БМ, Р-409)
- 50-я ракетная бригада (г. Шуя);
- 779-й узел связи (г. Нижний Новгород);
- 298-й отдельный батальон засечки и разведки (г. Кинешма, Ивановская обл.);
- 876-й отдельный инженерно-сапёрный батальон (г. Нижний Новгород) (1 МТ-55А);
- 72-й отдельный гвардейский батальон связи (г. Нижний Новгород) (5 Р-145БМ, 1 Р-156БТР, Р-137Б, 1 Р-409БМ, 1 П-240БТ);
- 88-й отдельный радиотехнический батальон ПВО (п. Мулино);
- 385-й отдельный инженерный дорожно-мостовой батальон (г. Балахна);
- 635-й отдельный радиорелейно-кабельный батальон (п. Мулино);

### 2008 год

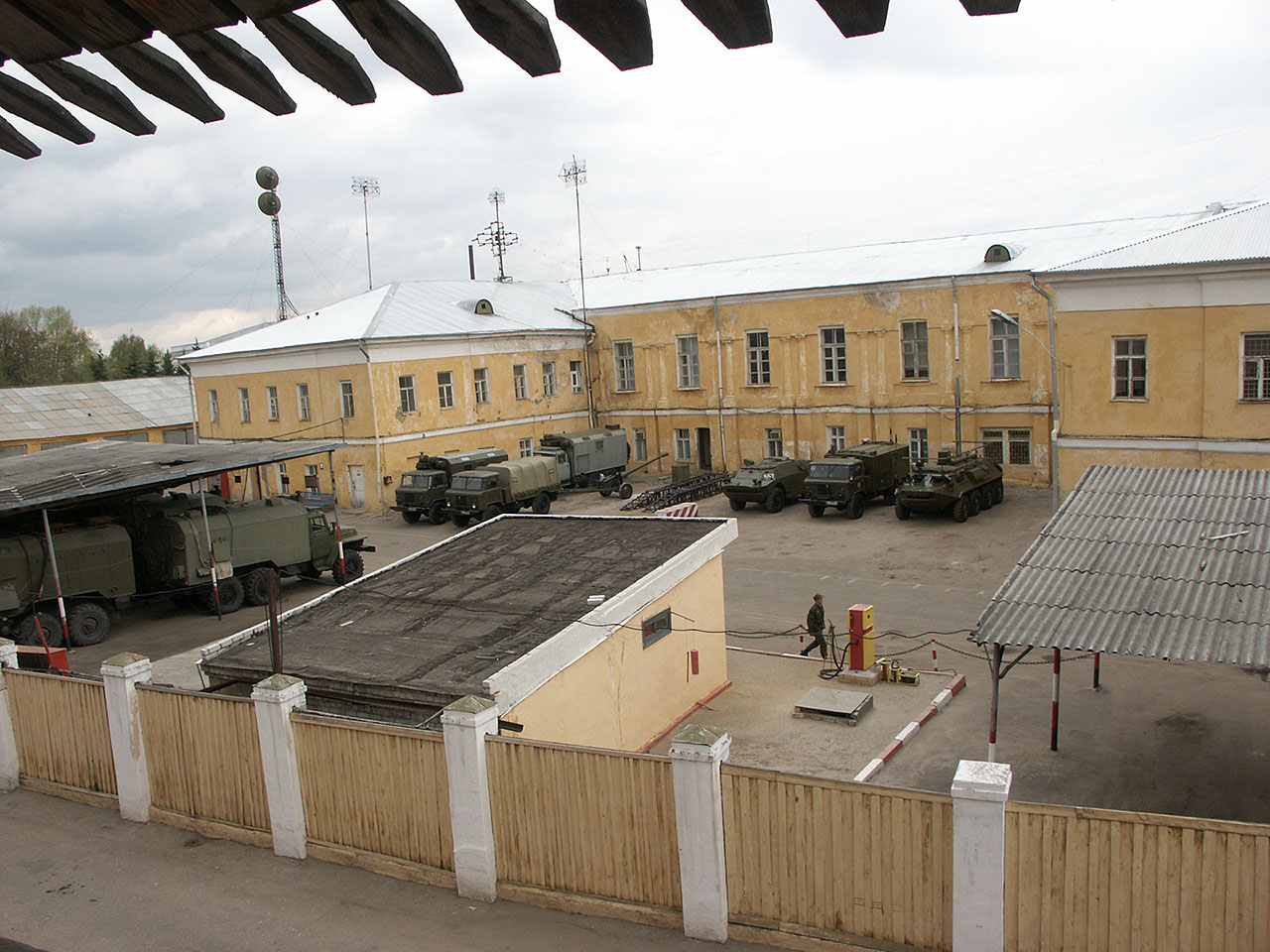
Здание штаба 22-й Кёнигсбергской армии (2006 год)

- Управление (штаб) (Нижний Новгород)
- 3-я мотострелковая Висленская Краснознаменная, орденов Суворова и Кутузова дивизия;
- 50-я ракетная бригада (г. Шуя);
- 211-я гвардейская артиллерийская Сандомирская ордена Ленина, Краснознамённая бригада;
- 5-я зенитная ракетная бригада;
- 918-й реактивный артиллерийский полк;

## Командующие
- Майоров Леонид Сергеевич (сентябрь 1990 — июль 1991), генерал-лейтенант,
- Ефремов, Иван Иванович (июль 1991 — ноябрь 1996), генерал-майор, с февраля 1992 — генерал-лейтенант,
- Шеметов, Виктор Иванович (ноябрь 1996 — август 1999), генерал-лейтенант,
- Меркурьев Алексей Алексеевич (август 1999 — декабрь 2005), генерал-майор[3].
- Броницкий, Игорь Борисович (январь 2006 — январь 2008), генерал-лейтенант,
- Юдин Сергей Сергеевич (январь 2008 — июнь 2009), генерал-майор.